# Босна и Херцеговина на Европском првенству у атлетици на отвореном 2010.
Босна и Херцеговина је учествовала на Европском првенству 2010. одржаном у Барселони, Шпанија, од 27. јула до 1. августа са двоје спортиста (1 мушкараца и 1 жена), који су се такмичили у три дисциплине.
Атлетичар Недим Човић је у првој трци на 100 метара пао и са великим заостатком прошао кроз циљ, док у другој дисциплини трци на 200 м није ни стартовао.

## Учесници
| Дисциплина | Мушкарци    | Жене          |
| ---------- | ----------- | ------------- |
| 100 м      | Недим Човић |               |
| 200 м      | Недим Човић |               |
| 400 м      |             | Јасна Хорозић |

## Резултати

### Мушкарци
| Атлетичар   | Дисциплина | Лични рекорд | Група          | Група          | Четвртфинале     | Четвртфинале     | Полуфинале       | Полуфинале       | Финале           | Финале           | Детаљи                                |
| Атлетичар   | Дисциплина | Лични рекорд | Резултат       | Место          | Резултат         | Место            | Резултат         | Место            | Резултат         | Место            | Детаљи                                |
| ----------- | ---------- | ------------ | -------------- | -------------- | ---------------- | ---------------- | ---------------- | ---------------- | ---------------- | ---------------- | ------------------------------------- |
| Недим Човић | 100 м      | 10,51        | 34,87 (пад)    | 28/29          | Није се пласирао | Није се пласирао | Није се пласирао | Није се пласирао | Није се пласирао | Није се пласирао | Архивирано на веб-сајту (6. јун 2012) |
| Недим Човић | 200 м      | 21,48        | Није стартовао | Није стартовао | Није стартовао   | Није стартовао   | Није стартовао   | Није стартовао   | Није стартовао   | Није стартовао   |                                       |

### Жене
| Атлетичарка | Дисциплина    | Лични рекорд | Групе    | Групе | Финале            | Финале            | Финале            | Детаљи                                |
| Атлетичарка | Дисциплина    | Лични рекорд | Резултат | Место | Резултат          | Заостатак         | Место             | Детаљи                                |
| ----------- | ------------- | ------------ | -------- | ----- | ----------------- | ----------------- | ----------------- | ------------------------------------- |
| 400 м       | Јасна Хорозић |              | 55,97    | 22/23 | Није се пласирала | Није се пласирала | Није се пласирала | Архивирано на веб-сајту (6. јун 2012) |